# Тапело Масеко
Тапело Масеко (англ. Thapelo Maseko, нар. 11 листопада 2002) — південноафриканський футболіст, вінгер клубу «Мамелоді Сандаунз» та національної збірної ПАР.

## Клубна кар'єра
Народився 11 листопада 2002 року. Вихованець футбольної школи клубу «Суперспорт Юнайтед». Дорослу футбольну кар'єру розпочав 2021 року в основній команді того ж клубу, в якій провів два сезони, взявши участь у 32 матчах чемпіонату. 
До складу клубу «Мамелоді Сандаунз» приєднався 2023 року.

## Виступи за збірну
2022 року дебютував в офіційних матчах у складі національної збірної ПАР.
У складі збірної був учасником Кубка африканських націй 2023 року у Кот-д'Івуарі.
| Дата      | Місто    | Господарі  | Результат               | Гості    | Турнір                                   | Голи | Примітки |
| --------- | -------- | ---------- | ----------------------- | -------- | ---------------------------------------- | ---- | -------- |
| 13-7-2022 | Дурбан   | ПАР        | 0 – 0 д.ч. (4 – 5 п.п.) | Мозамбік | Кубок КОСАФА 2022 - чвертьфінал          | -    |          |
| 15-7-2022 | Дурбан   | Мадагаскар | 1 – 2                   | ПАР      | Кубок КОСАФА 2022 - гра за 5-те місце    | -    | 57'      |
| 10-1-2024 | Преторія | ПАР        | 1 – 0                   | Лесото   | товариський матч                         | -    | 46'      |
| 16-1-2024 | Короґо   | Малі       | 2 – 0                   | ПАР      | Кубок африканських націй 2023 - 1-й етап | -    | 87'      |
| 21-1-2024 | Короґо   | ПАР        | 4 – 0                   | Намібія  | Кубок африканських націй 2023 - 1-й етап | 1    | 70'      |
| 24-1-2024 | Короґо   | ПАР        | 0 – 0                   | Туніс    | Кубок африканських націй 2023 - 1-й етап | -    | 67'      |
| Усього    |          | Матчів     | 6                       |          | Голів                                    | 1    |          |